# Canaea mercurata
Canaea mercurata är en fjärilsart som beskrevs av Paul E. Whalley 1971. Canaea mercurata ingår i släktet Canaea och familjen Thyrididae. Inga underarter finns listade i Catalogue of Life.